# Lord Francis Douglas
Lord Francis William Bouverie Douglas mais conhecido como Lord Francis Douglas (Dumfries, 8 de fevereiro de 1847 – Matterhorn, 14 de julho de 1865) era um alpinista inglês noviço.

## Biografia
Lord Douglas era filho de Archibald William Douglas, 8vo Marquês the Queensberry e da sua mulher Caroline, filha do General Sir William Robert Clayton, Bt. (1786–1866), membro do parlamento para Great Marlow de Buckinghamshire.

## Morte no Matterhorn

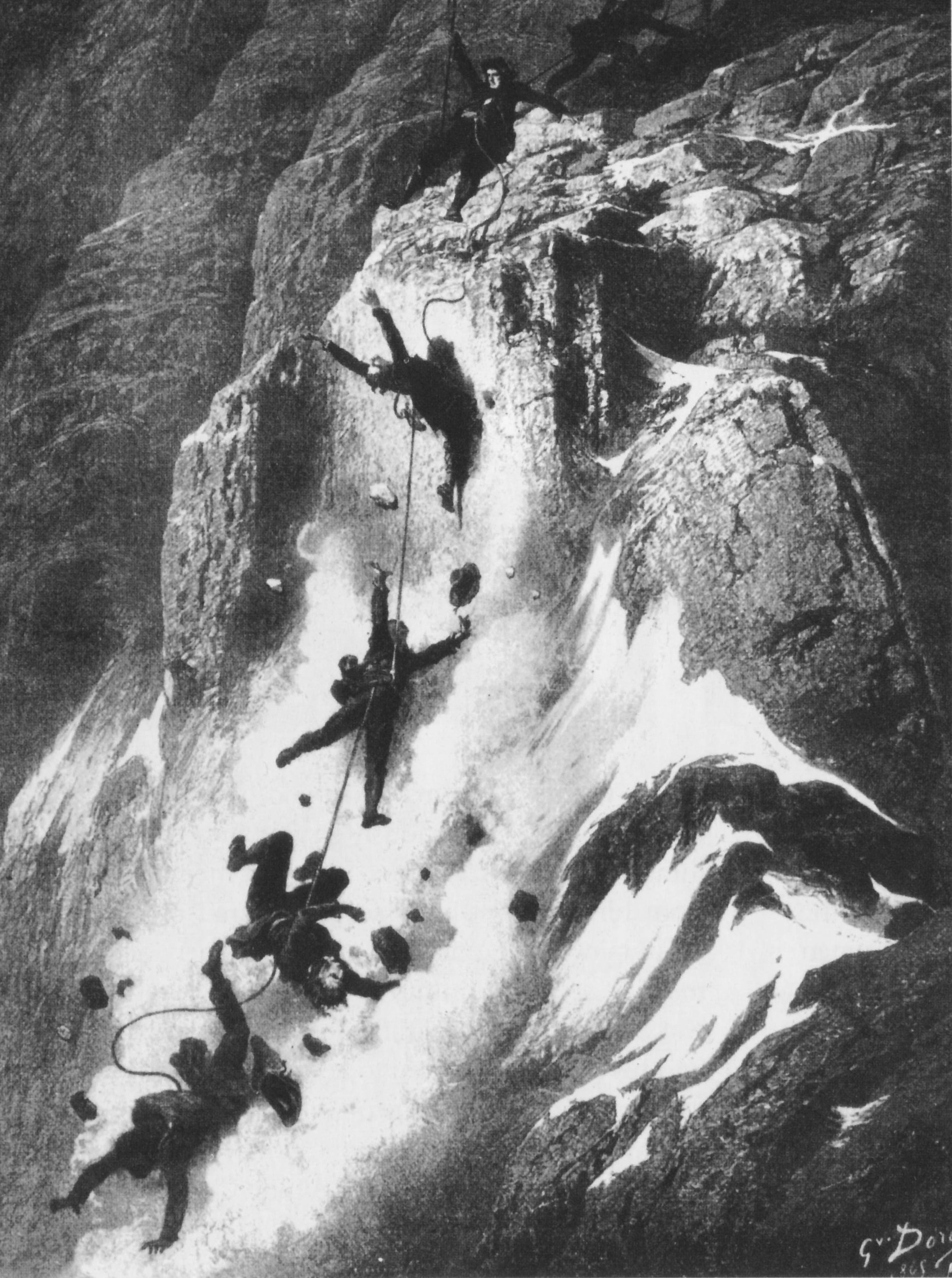
A queda

No princípio de 1865, o Matterhorn (Cervino), nos Alpes, ainda não tinha sido conquistado mesmo se já tivesse havido várias tentativas como as de Edward Whymper. Finalmente a 14 de julho de 1865 foi organizada uma ascensão composta pelo guia Michel Croz que acompanhava Lord Francis Douglas, Charles Hudson, Douglas Hadow e pelo guia Peter Taugwalder pai, acompanhado pelo seu filho também chamado Peter, e por Edward Whymper.

Foi na descida que Robert Hadow escorregou e provocou a queda mortal da cordada formada por Michel Croz, Lord Francis Douglas, Charles Hudson e ele mesmo. 